# Postureig

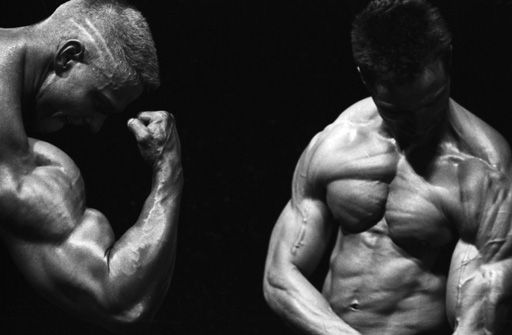
Posant en un campionat de culturisme.

Postureig és un neologisme recollit en el diccionari terminològic del TERMCAT que es refereix a l'actitud d'adoptar certs comportaments o gustos amb la intenció de destacar o causar bona impressió, principalment a les xarxes socials.
El terme té especial ús en les xarxes socials, ja que en elles el producte a vendre és la pròpia vida de la persona i es pot arribar a crear, en alguns casos, una necessitat patològica d'aprovació.
En castellà s'utilitza el term postureo per referir-se al mateix concepte. En anglès existeix poseu o poser, que descriu el fenomen d'adoptar l'estètica, la forma de parlar i els gestos d'una determinada subcultura o tribu urbana simplement per moda o per sensació de pertinènça a un grup, però que no comprèn els seus valors i la seva filosofia. Aquest fenomen s'acostuma a atribuir a les cultures punk, hip-hop, heavy metal, gòtica, etc; o grups com els otaku, skaters o surfers. Tanmateix, aquest mot no recull tan bé el component de fer-se veure a les xarxes socials per destacar i presumir, propi del postureig. Un altre terme en anglès que sí que reflecteix aquest component en anglès és el mot braggie (derivat del verb bragg o presumir). Una braggie és una imatge penjada a les xarxes socials amb l'únic objectiu de presumir o posar gelosos als amics.